# Santa Marina (Cantabria)
Santa Marina es una localidad del municipio de Entrambasaguas (Cantabria, España). En el año 2022 contaba con una población de 34 habitantes (INE). La localidad se encuentra a 125 metros de altitud sobre el nivel del mar, y a 2 kilómetros de la capital municipal, Entrambasaguas.

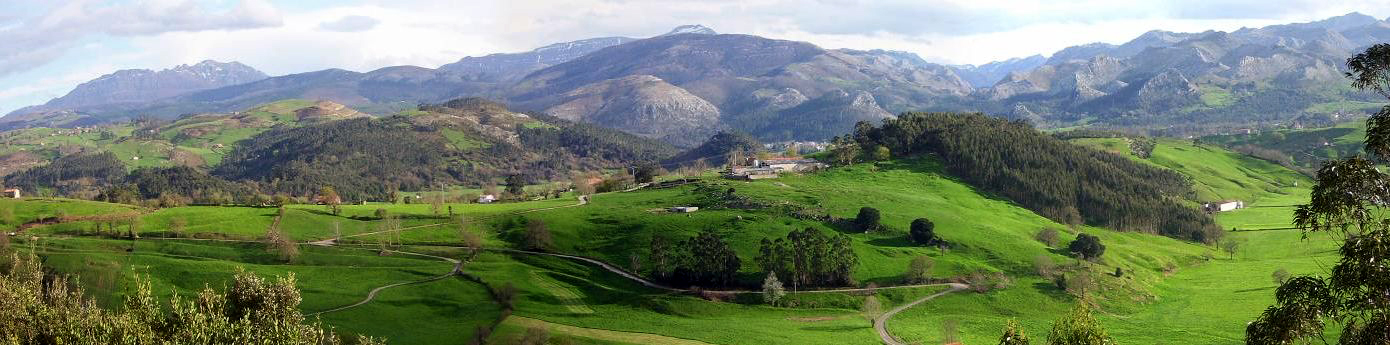
Panorámica desde la localidad de Santa Marina

En las proximidades de esta población se encuentran los restos de la antigua mina a cielo abierto del monte Vizmaya, que suministraba mineral de hierro a la Real Fábrica de Artillería de La Cavada. La explotación minera ha dejado al descubierto un gran lapiaz con interesantes formaciones kársticas.